# Ein Leben lang kurze Hosen tragen
Pour plus de détails, voir Fiche technique et Distribution.
Ein Leben lang kurze Hosen tragen (littéralement « porter des shorts toute sa vie ») est un film allemand réalisé par Kai S. Pieck, sorti en 2002.

## Synopsis
La vie du tueur d'enfants Jürgen Bartsch, arrêté à l'âge de 19 ans, est le sujet.
Une image du film montre une scène dans un internat et quelques acteurs comme Marc Engelhard à l'extrême gauche.

## Fiche technique
- Titre : Ein Leben lang kurze Hosen tragen
- Réalisation : Kai S. Pieck
- Scénario : Kai S. Pieck d'après le livre Jürgen Bartsch: Opfer und Täter de Paul Moor
- Musique : Kurt Dahlke et Rainer J. G. Uhl
- Photographie : Egon Werdin
- Montage : Ingo Ehrlich
- Production : Andrea Hanke et Bettina Scheuren
- Société de production : MTM West Television & Film
- Pays :  Allemagne
- Genre : rame et biopic
- Durée : 83 minutes
- Dates de sortie : 
  -  Allemagne : 15 novembre 2002 (Kinofest Lünen)

## Distribution
- Tobias Schenke : Jürgen Bartsch âgé
- Sebastian Urzendowsky : Jürgen Bartsch, jeune
- Ulrike Bliefert : Gertrud Bartsch
- Walter Gontermann : Gerhard Bartsch
- Jürgen Christoph Kamcke : le père Seidlitz
- Marc Engelhard : Un jeune diacre

## Accueil
Le film a reçu un accueil mitigé de la critique. Il obtient un score moyen de 59 % sur Metacritic.